# NGC 707-2
NGC 707-2 (другое обозначение — MCG -2-5-63) — галактика в созвездии Кит.
Этот объект не входит в число перечисленных в оригинальной редакции «Нового общего каталога» и был добавлен позднее.